# Velká Skalice
Velká Skalice (německy Groß Skalitz) je malá vesnice, část obce Zbraslavice v okrese Kutná Hora. Nachází se asi 2,5 kilometru severozápadně od Zbraslavic. Velká Skalice je také název katastrálního území o rozloze 2,67 km².

## Historie
První písemná zmínka o vesnici pochází z roku 1417.

## Fotogalerie

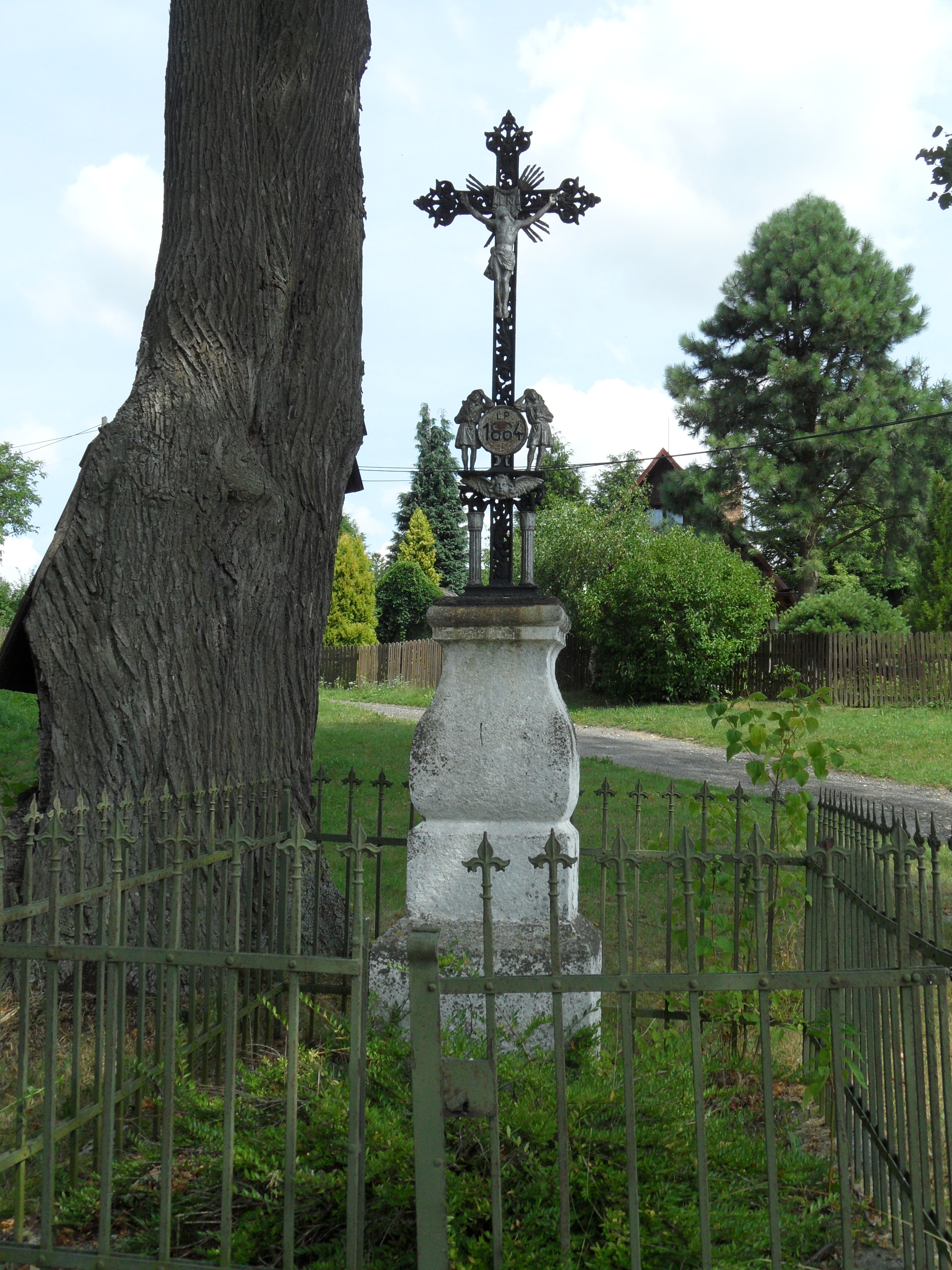
Křížek
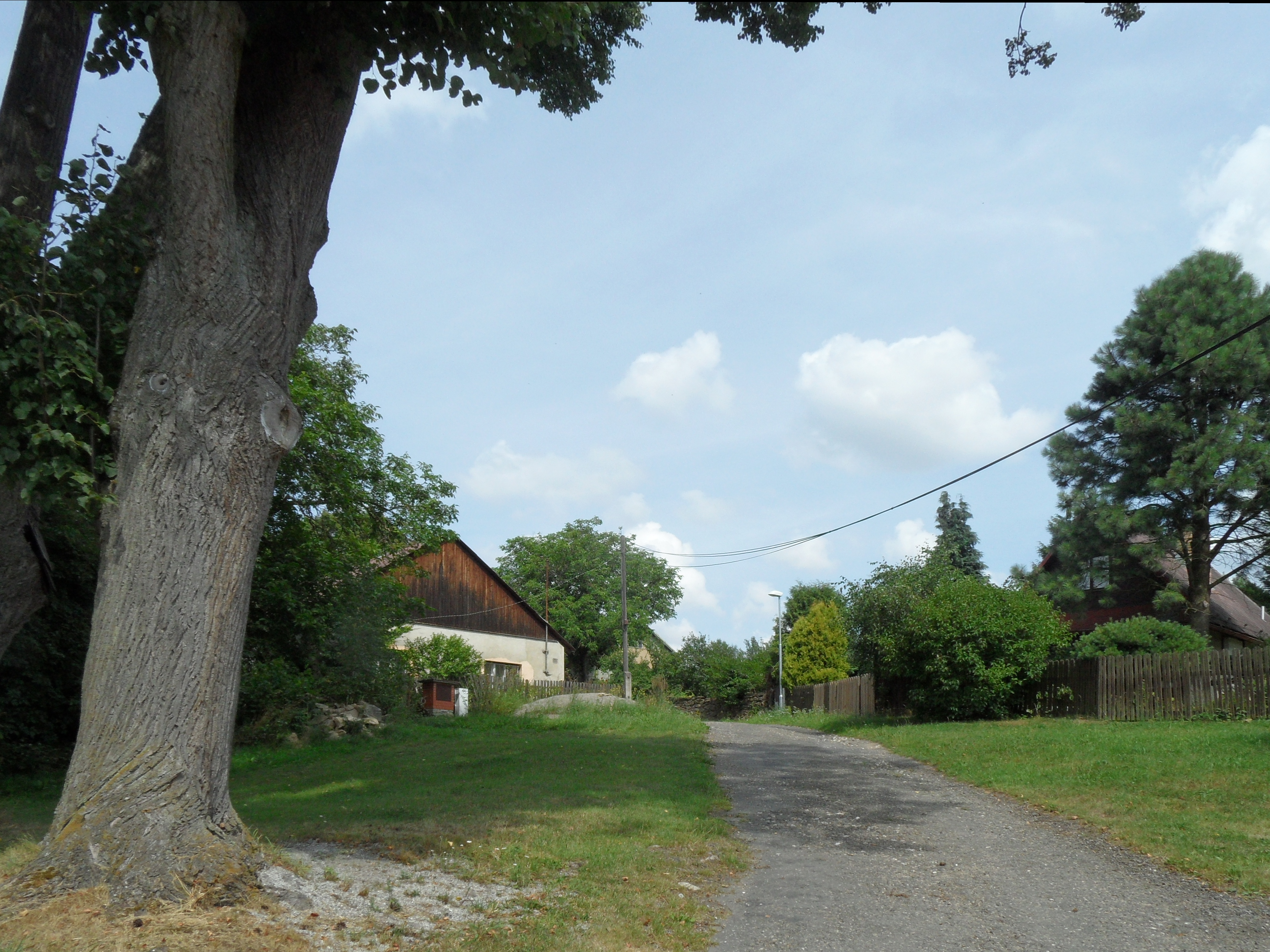
Podél cesty
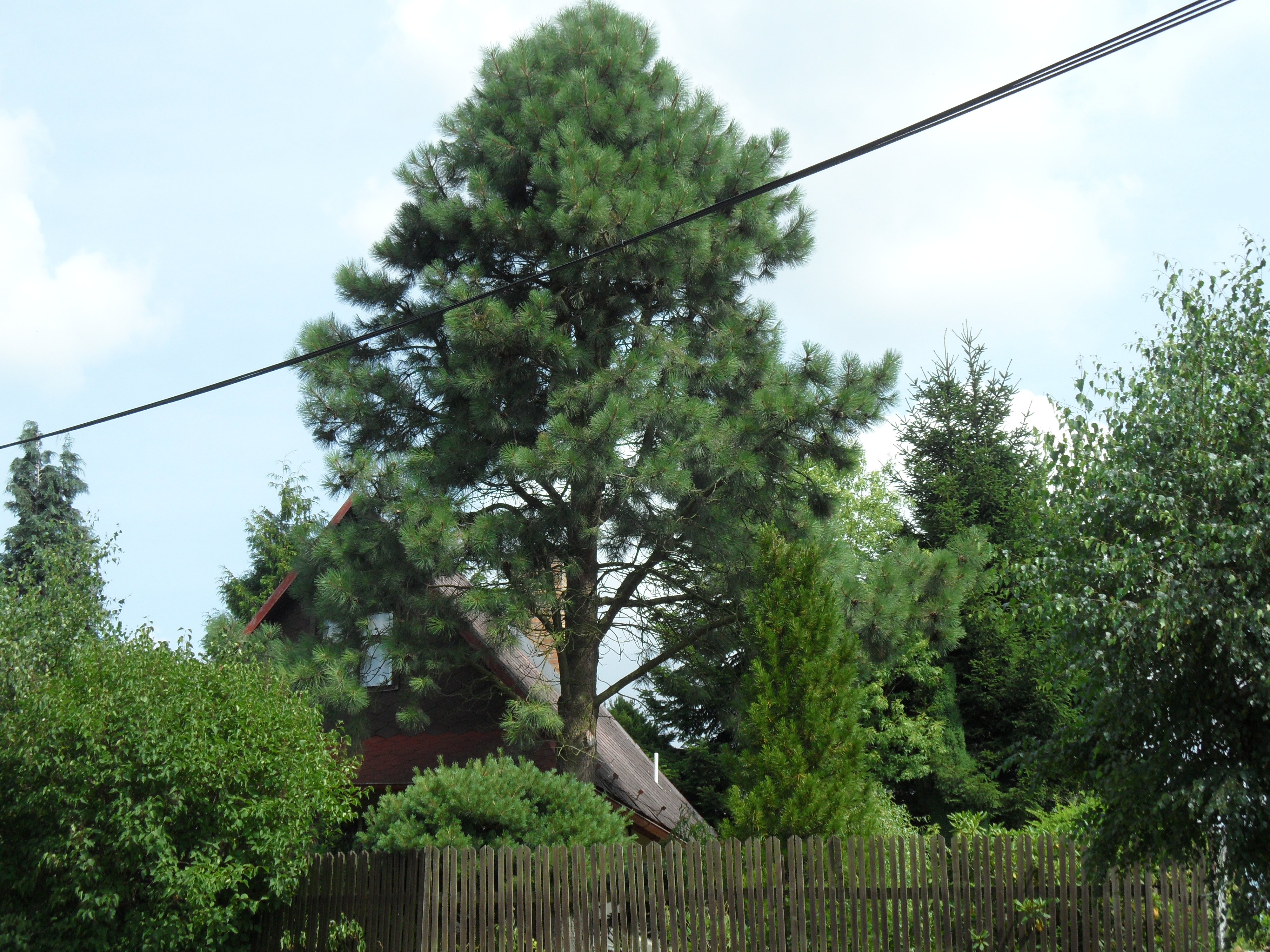
Chalupa
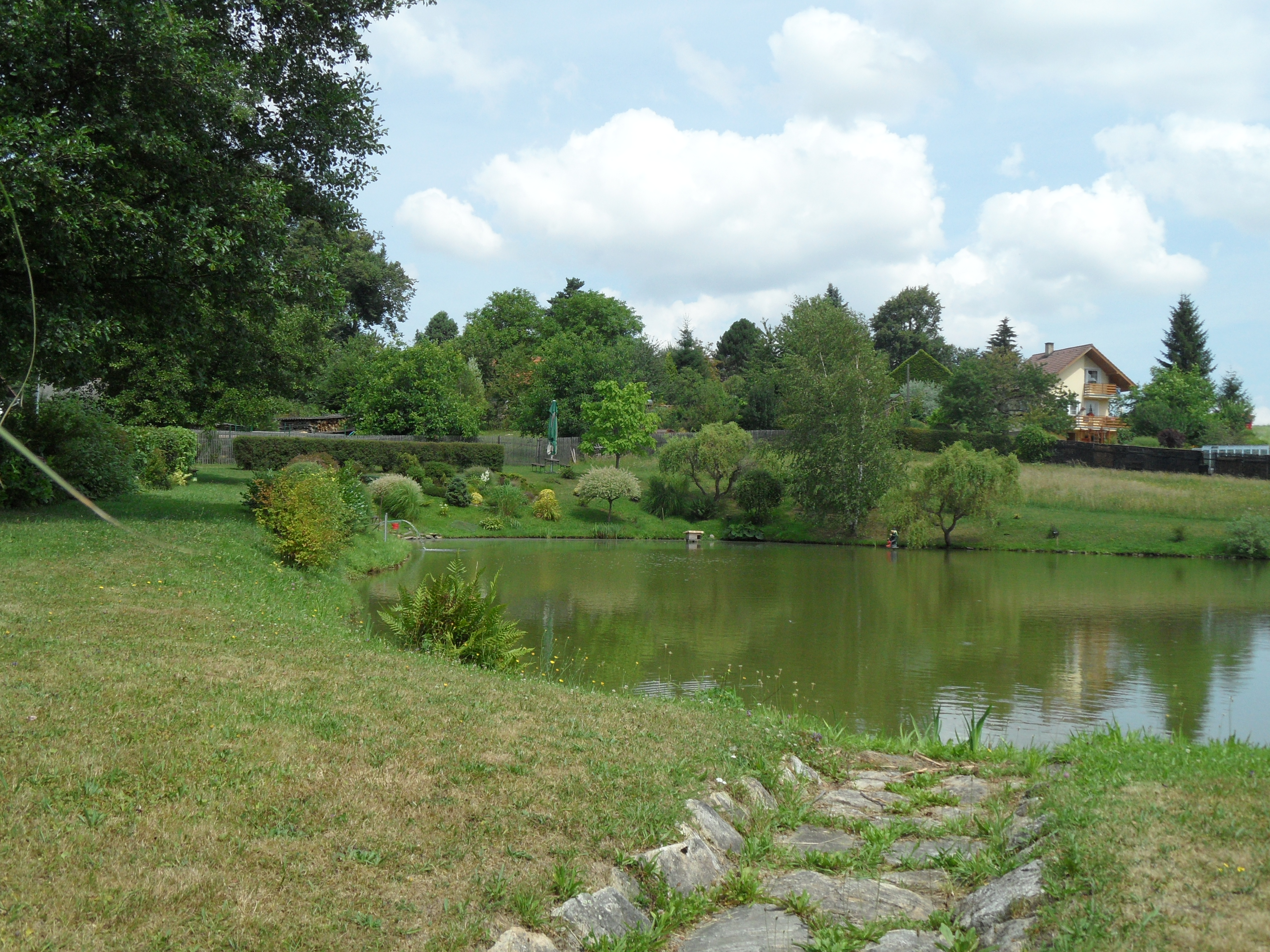
Rybník, domy v pozadí